# Zack & Codys ljuva hotelliv
Zack och Codys ljuva hotelliv (originalspråk på engelska: The Suite Life of Zack and Cody) är en amerikansk situationskomedi-TV-serie som är producerad av och visas på Disney Channel. Serien är skapad av Danny Kallis och Jim Geoghan och spelades in mellan 2005 och 2008.

## Handling
Huvudpersonerna spelas av Dylan (Zack) och Cole Sprouse (Cody). De bor på ett hotell, The Tipton, i Boston tillsammans med deras mamma Carey som arbetar som sångerska på hotellet.
Zack och Cody hittar på mycket bus på hotellet samtidigt som Carey ska hålla koll på dem medan hon arbetar. Hotellchefen Mr. Moseby försöker göra allt för att inte hotellet inte ska få dåligt rykte, och skyller nästan alltid på pojkarna när något är fel. Maddie, som arbetar i hotellkiosken, och The Tiptons bortskämda arvtagerska London är också viktiga karaktärer i serien.

## Premiärdatum
Serien hade premiär i USA den 18 mars 2005 med fyra miljoner tittare, vilket gjorde serien till den mest framgångsrika år 2005. Det sista avsnittet spelades in i juni 2008.
I september 2008 hade Zack och Codys ljuva hotellivs spinoff premiär i USA; The Suite Life on Deck. I spin-offen medverkar de "gamla" karaktärerna Zack och Cody Martin, London Tipton och Mr. Moseby men även nya karaktärer har tillkommit såsom Bailey Pickett (spelas av Debby Ryan) och Woody Fink (spelas av Matthew Timmons).
Säsong två och tre av Zack och Codys ljuva hotelliv har dubbats till svenska men serien visas även på engelska med svensk undertext.

## Persongalleri

### Zack Martin
Zack Martin (Dylan Sprouse) är en riktig goddagspilt. Det rent ut sagt enda han tänker på är mat, pengar, tjejer, TV-spel, att spela basket och åka skateboard, att leva livets glada dagar och att ge ett världsvant intryck. Han är inte obegåvad men fruktansvärt lat både i skolan och hemma. I träslöjd är han dock klassens stjärnelev. Vanligtvis drar han sig inte en sekund, och skäms heller inte ett ögonblick, för att i alla tänkbara sammanhang lämpa över sina egna arbetsuppgifter på sin betydligt mer välartade och mer välorganiserade bror Cody och att snylta på dennes besparingar då hans egna pengar är slut. Det är praktiskt taget alltid Zack som lurar in Cody i ännu ett av sina otaliga upptåg, och efteråt är Cody aldrig sen att skylla på Zack när det som vanligt går galet. När det verkligen gäller ställer dock bröderna helhjärtat upp för varandra. I avsnittet "Books & Birdhouses" erbjuder Zack till och med Cody att få överta sitt slöjdalster, för att denne skall slippa att få sitt allra första underbetyg. Cody såg nämligen hela sin framtida akademiska karriär som världsberömd vetenskapsman gå till spillo för detta enda underbetyg.

När mamma Carey är särskilt arg på Zack kallar hon honom hotfullt vid hans fullständiga namn, Zachary. Även när Cody är arg på honom kallar han honom Zachary, varvid Zack brukar svara med att kalla sin bror Codery för att även han skall inse stundens allvar. När de leker brukar Zack ge sig själv ett tufft täcknamn medan han ger Cody ett töntigt, exempelvis Mama Bear eller Goldilocks.
Zack är också kär i godiskioskstjejen Maddie som dock tycker han är alldeles för ung. Han kallar henne ofta "sweet thang" (snygging) för att imponera lite, vilket hon oftast avvisar.

### Cody Martin
Cody Martin (Cole Sprouse) är otroligt intelligent och har alltid högsta betyg i alla skolämnen utom i slöjd där han är hopplöst fumlig. Han är heller ingen fena i sportsammanhang och är för övrigt inte lika utåtriktad som Zack, vilket bland annat visar sig i att han oftast går i präktiga, aningen omoderna kläder medan Zack alltid klär sig moderiktigt och "tufft". En av hans drömmar är att bli nobelpristagare i vetenskap, så att han kan försörja sin bror ”som antagligen sitter i fängelse då”. Han är inte lika flicktokig som Zack men lyckas ändå oftast få den flicka som han just för tillfället flirtar med. Cody är ömsint, lättrörd och är en hängiven naturälskare. I avsnittet Birdman of Boston tog sig detta uttryck i att han blev surrogatmamma för ett hökägg och därefter för den utkläckta ungen, vilket gjorde honom till flickornas favorit. Han grät av saknad då den till slut flög sin väg. Ett av hans listiga knep för att få sin bufflige bror lite mer medgörlig är dessutom att låtsas gråta.
 
Cody beklagar sig ofta över att han inte är lika duktig som sin bror i ”viktiga saker”, såsom skateboard, dans med mera, men brukar alltid upptäcka att han själv har sin begåvning i andra lika viktiga saker. Hans betydligt mer intellektuella syn på livet gör honom exempelvis inte lika lättskrämd som Zack, vilket åskådliggörs i avsnittet Scary Movie, där Zack får stora skälvan bara av att höra ordet ’zombie’ medan Cody njuter av sin makt över brodern. Han gillar oftast samma tjejer som Zack och båda gillar titta på film, åka skateboard och spela basket. 

### Carey Martin
Carey Martin (Kim Rhodes) är pojkarnas luttrande mamma. En av hennes uppfostringsmetoder är att delge sina söner en sedelärande berättelse där någon av hennes före detta pojkvänner ingår. Efter att dagligen ha fått höra dessa berättelser kan sönerna dem utantill, så effekten uteblir eller blir oftast den helt motsatta. I snart sagt varje avsnitt ser sig mamma Carey dock nödsakad att med eftertryck ge sina pojkar utegångsförbud. 
Som ung var hon en tid sångerska i det musikband vars ledare Kurt (spelas av Robert Torti) hon gifte sig med. Med tiden tröttnade dock hon på ett ständigt kringflackande liv och blev överlycklig då hon som nyskild småbarnsmamma blev erbjuden jobbet som sångerska på hotell Tipton. Därför går hon i ständig ängslan över att hennes pojkar en dag ställer till det så att de måste lämna hotellet och återgå till ett liv på vägarna. 

Hon och exmaken, som fortfarande åker runt med sitt band i en turnébuss och spelar på småställen, är absolut inte ovänner utan han kommer och hälsar på då och då. Kurt är emellertid en slarver (sonen Zack är honom upp i dagen), så hans besök kan bli än mer stökiga än då pojkarna ensamma gör livet osäkert för alla på Tipton.

### Herr Moseby
Hotellet förestås av Marion Moseby (Phill Lewis). Han är en medelålders, hetlevrad, lätt hysterisk och ständigt inställsamt leende hotelldirektör, som telefonledes hunsas av sin mamma för att han fortfarande är ogift. Han gör vad han kan för att Zack och Cody inte ska förstöra hotellets rykte. Ibland måste han själv påtaga sig skulden för det som pojkarna ställt till med och lyckas därmed nästan alltid i än högre grad trakassera gästerna, och detta är givetvis ofrivilligt. Han uttalar sig gärna hur glad han är att han själv inte har några barn, men innerst inne tycker han ganska bra om de båda vildingarna som bor på hans hotell. 

Hotellägarens dotter London smörar han alltid inför och håller henne om ryggen hur dumt hon än bär sig åt. Detta mer eller mindre av nödtvång, eftersom hon annars kan hota med att ringa sin pappa och be denne tillsätta en ny direktör. Pappan är mycket svag för sin dotter, och Mr. Moseby har en gång blivit påmind om att det faktiskt var vid en dylik manöver som han själv fick posten. 

### London Tipton
Hotellägarens dotter heter London Tipton (Brenda Song) (namnet lär ska vara valt som en elak parodi på den riktiga hotellägardottern Paris Hilton). London är en sextonåring som är mycket rik, fruktansvärt bortskämd och totalt fixerad vid sin egen person. Hon är dessutom helt befriad från intelligens - hon kan i princip ingenting och vet ingenting, i synnerhet inte om vardagen utanför de exklusiva butiker hon ständigt besöker. Det enda hon bryr sig om är kläder, smycken, pengar och sin lilla hund Ivana. I dessa saker är hon dock ytterst väl insatt. Vid enstaka tillfällen uppvisar hon dock oanade talanger, exempelvis för schack. Och trots att hon säger sig vara flickan i godisståndet Maddies bästa vän drar hon sig inte för att skamlöst dra nytta av henne och att ständigt påpeka hur fattig Maddie är och hur rik hon själv är. Som hämnd för detta brukar Maddie oförblommerat svara med att poängtera hur ointelligent London är. När London känner sig extra lycklig över att vara rik eller har fått någon förmån utbrister hon i sitt ”Yay me!” – ”Heja mig!” och klappar i händerna på ett infantilt sätt. 

London är inne på sin femte styvmamma och pappan är så gott som aldrig närvarande och kommer inte ens till hennes födelsedagar och liknande trots att han lovar att göra det varje gång, och när han väl kommer, befinner han sig alltid bakom en mur av livvakter. Londons beteende torde således till stor del kunna skyllas på en ensam och försummad barndom och på ständiga byten av styvmödrar och internatskolor.

### Maddie Fitzpatrick
Madeline Margaret Genevieve Miranda Catherine "Maddie" Fitzpatrick (Ashley Tisdale) arbetar i hotellets godiskiosk. Hon är en snäll, empatisk och en ganska allvarlig tonåring av arbetarfamilj, jämngammal med London. Hon har drömmar om ett liv i rampljuset och om den rätta kärleken. Under i princip hela serien är hon föremålet för Zacks hetaste passion. 
 
I den katolska flickskolan, Our Lady of Perpetual Sorrow, i vilken både hon och London går, blir det alltid hon som får skulden då London fuskat eller burit sig enfaldigt åt. Nunnorna där, väl medvetna om vem Londons inflytelserika pappa är, tolkar allt till hennes fördel och till Maddies nackdel, trots att Maddie är en mycket flitig och begåvad elev. Särskilt den storväxta och barska syster Dominick (spelas av Marianne Muellerleile) är orättvis. 

### Esteban
Den hygglige piccolon Esteban, eller Esteban Julio Ricardo Montoya De La Rosa Ramírez som han själv häver ur sig då han är upprörd, (spelas av Adrian R’Mante) är med sitt breda men osäkra leende är mycket omtyckt av Zack och Cody, som i honom ser en vuxen kompis trots åldersskillnaden. Esteban kommer från ett icke namngivet land där spanska talas. Där har han en uppsjö av släktingar (alla med lika långa namn som hans eget) vilka han säger vara av urgammal kunglig börd. Han drömmer om att med tiden kunna tala engelska utan brytning, bli amerikansk medborgare och att en dag få ta över hotellet under eget namn. 

Esteban är snäll och välmenande men är knappast något större snille, vilket till en viss del framskymtar i att han har en tuppkyckling, klädd som honom själv som husdjur. Han kallar aldrig Zack och Cody vid namn utan med epitetet ”little blond peoples” – ”små blonda personer”. Inför Mr. Moseby är han ömsom ytterst servil, ömsom obetänksamt överlägsen då han vill vara honom till hjälp. 

### Arwin
Arwin Quentin Hawkhauser (Brian Stepanek) är hotellets mer än nådigt klantige reparatör. Att uppfinna saker är ett av hans huvudintressen, saker som mestadels visar sig vara helt värdelösa eller rent av livsfarliga. Dock har han sina ljusa stunder, som den gången han uppfann en telefonhytt som fungerande som tidsmaskin. Han är öppet förälskad i Zack och Codys mamma Carey, medan Zack och Cody är väldigt förtjusta i honom för att han kan laga alla deras trasiga saker och för att han alltid försöker hjälpa dem. Om Esteban för Zack och Cody är som en lite överårig och beskyddande kompis är Arwin mer som en minst lika busig lekkamrat. 

### Övriga
I serien finns ytterligare en skara figurer som arbetar på hotellet, den notoriskt arbetsovilliga och alltid sömniga städerskan Muriel (Estelle Harris), den snorkige servitören Patrick (Patrick Bristow), dörrvakten Norman (Anthony Acker) bara för att nämna några. Zack och Cody umgås naturligtvis även med sina vänner, Bob (Charlie Stewart), Barbara (Sophie Oda), Max (Alyson Stoner), Warren, Tapeworm med flera. En del avsnitt utspelas dessutom i deras skola, där exempelvis den efterhängsna klasskamraten Agnes ömsom är kär i Zack, ömsom i Cody medan de själva gör allt för att hålla henne på avstånd. Däremot svärmar de två pojkarna för de två engelska flickorna Janice och Jessica (Camilla och Rebecca Rosso) som även de är enäggstvillingar.

## Svenska röster
- Zack Martin - Oskar Karlsson
- Cody Martin- Fabian Ovik Karlsson (tidigare avsnitt), Simon Edenroth (senare avsnitt)
- London Tipton- Hilda Eidhagen
- Maddie Fitzpatrick - Amanda Renberg
- Carey Martin - Maria Rydberg
- Marion Moseby - Göran Gillinger
- Arwin Hawkhauser - Andreas Nilsson
- Esteban - Dick Eriksson
- Bob - Carl-Magnus Lilljedahl
- Agnes - Mikaela Tidermark Nelson
- Max - Emelie Clausen
- Mary Margaret - Emelie Clausen
- Corrie - Mikaela Tidermark Nelson
- Syster Dominick - Anita Molander
- Herr Forgess - Dick Eriksson
- Janice - Mikaela Tidermark Nelson
- Jessica - Mikaela Tidermark Nelson
- Mark - Simon Sjöquist
- Nia - Emelie Clausen
- Lance - Oskar Nilsson
- Wayne - Kristian Ståhlgren
- Skippy - Oskar Nilsson
- Millicent - Anna Nordell
- Patrick - Dick Eriksson
- Darlene - Norea Sjöquist
- Gwen - Mikaela Ardai Jennefors
- Vanessa - Emelie Clausen
- Barbara - Norea Sjöquist
- Ella - Mikaela Ardai Jennefors
- Trevor - Oskar Nilsson
- Abby - Cecilia Skogholt
- Dakota - Ellen Fjaestad
- Holly - Mikaela Tidermark Nelson
- Kurt - (Zacks och Codys pappa) - Dick Eriksson (ett avsnitt), Mattias Knave (senare avsnitt)

## Episodlista

### Säsong 1
- 1. Grounded on the 23rd Floor
- 2. Hotel Hangout
- 3. Maddie Checks In
- 4. The Fairest of Them All
- 5. Footloser
- 6. The Prince & The Plunger
- 7. Hotel Inspector
- 8. To Catch a Thief
- 9. The Ghost of Suite 613
- 10. Poor Little Rich Girl
- 11. A Prom Story
- 12. Band in Boston
- 13. Cody Goes to Camp
- 14. It's a Mad, Mad, Mad Hotel
- 15. Cookin' With Romeo and Juliet
- 16. Rumors
- 17. Big Hair & Baseball
- 18. Pilot Your Own Life
- 19. Dad's Back
- 20. Kisses & Basketball
- 21. Crushed
- 22. Rock Star in the House
- 23. Christmas at the Tipton
- 24. Boston Holiday
- 25. Smart & Smarterer
- 26. Commercial Breaks

### Säsong 2
- 27. French 101
- 28. Free Tippy
- 29. Odd Couples
- 30. Day Care
- 31. Forever Plaid
- 32. Election
- 33. Heck's Kitchen
- 34. Bowling
- 35. Neither a Borrower Nor a Speller Bee
- 36. The Suite Smell of Excess
- 37. A Midsummer's Nightmare
- 38. Moseby's Big Brother
- 39. Not So Suite 16
- 40. Books & Birdhouses
- 41. Twins at the Tipton
- 42. Kept Man
- 43. What The Hey?
- 44. That's So Suite Life of Hannah Montana (sammanslagning av "The Suite Life", "That's So Raven" och "Hannah Montana")
- 45. Have A Nice Trip
- 46. Birdman of Boston
- 47. Going for the Gold
- 48. Boston Tea Party
- 49. Lost in Translation
- 50. Ask Zack
- 51. Loosely Ballroom
- 52. Health and Fitness
- 53. Volley Dad
- 54. Scary Movie
- 55. Nurse Zack
- 56. Ah! Wilderness!
- 57. Club Twin
- 58. Miniature Golf
- 59. Aptitude
- 60. Risk It All
- 61. I Want My Mummy
- 62. A Nugget of History
- 63. Back In The Game
- 64. The Suite Life Goes Hollywood (1)
- 65. The Suite Life Goes Hollywood (2)

### Säsong 3
- 66. Graduation
- 67. Summer of our Discontent
- 68. Sink or Swim
- 69. Who's The Boss?
- 70. Super Twins
- 71. Baggage
- 72. Sleepover Suite
- 73. The Arwin That Came to Dinner
- 74. Of Clocks and Contracts
- 75. First Day of High School
- 76. Orchestra
- 77. Team Tipton
- 78. Arwinstein
- 79. A Tale of Two Houses
- 80. Tiptonline
- 81. Benchwarmers
- 82. Romancing the Phone
- 83. Lip Syncin' in the Rain
- 84. Foiled Again
- 85. Doin' Time in Suite 2330
- 86. Let Us Entertain You
- 87. Mr. Tipton Comes to Visit